# Дадашев, Билал Аташ оглы
Билал Аташ оглы Дадашев (Дадашов, азерб. Bilal Ataş oğlu Dadaşov; 30 декабря 1915, Шемахинский уезд — 13 февраля 2007, Баку) — азербайджанский учёный, член-корреспондент АН Азербайджанской ССР, доктор химических наук, профессор.

## Биография
Билал Аташ оглы Дадашев родился 30 декабря 1915 года в селе Ренджбар Шемахинского района (ныне Гаджигабульский район).
1931 г. — окончил школу в селе Ранчбар.
1931—1934 годы — студент трудового факультета Института народного хозяйства.
1934—1939 — студент химического факультета Азербайджанского государственного университета, работал лаборантом на кафедре органической химии. После окончания с отличием по решению Государственной экзаменационной комиссии был оставлен на должности ассистента на кафедре органической химии и физической химии.
В 1939 году он стал аспирантом кафедры физической химии БГУ.
С 1940 по 1945 год работал вместе с Ю. Х. Мамедалиевым на химическом факультете БГУ.
1944 г. — Кандидат химических наук, защитил кандидатскую диссертацию на тему «Каталитическое окисление пропиленовой фракции пирогазов под воздействием вулканического пепла Азербайджана». Его научным руководителем был В. И. Тихомиров, ученик Д. И. Менделеева.
1944—1945 годы — решением Академии наук СССР ему присвоена ученая степень кандидата химических наук и одновременно научные звания старшего научного сотрудника по специальности физическая химия и доцента кафедрой физической химии БГУ.
1945—1950 годы — ассистент и доцент (одновременно работая в других местах) Азербайджанского государственного медицинского университета имени Н. Нариманова.
Был заведующим лабораторией «Катализ» Химического института АН Азербайджана.
1950—1957 годы — направлен в Институт нефтехимического синтеза имени А. Б. Топчиева ЭН СССР для стажировки и докторантуры (г. Москва).
С 1951 по 1957 год работал с С. П. Королевым по закупке специального топлива для ракетной техники.
Для получения звания доктора химических наук защитил диссертацию на тему «Исследование влияния состава белого масла и структуры углеводородов на долговечность жидких топлив в камере сгорания ракетного двигателя» (Москва).
1957—1963 гг. — заведующий лабораторией «Специальное топливо и горение» в Институте неорганической и физической химии АН Азербайджана, а затем в Институте нефтехимических процессов (НПХИ).
Он был доцентом кафедры физической химии БГУ.
При Министерстве высшего образования СССР ему была присвоена степень доктора химических наук, ученого и одновременно утверждено ученое звание профессора кафедры химии Азербайджанского политехнического института.
В 1960—1973 годах работал вместе с академиком Н. Д. Кузнецовым, главным конструктором авиационного и ракетного специального топлива Куйбышевского моторного завода — одного из самых секретных предприятий бывшего СССР.
Был ректором Народного университета Хатаинского района города Баку.
Был председателем Химического общества имени Д. И. Менделеева НКПИ ЭА Азербайджана.
В 1979 году ему было присвоено звание Заслуженного деятеля науки.
1980 г. — Азербайджан избран членом-корреспондентом ЕА.
1987—1995 гг. — заведующий лабораторией и отделом водородного катализа ЭА НХПИ Азербайджана.
До 1996 года он был консультантом руководства Азербайджанского НКПИ.
Билал Аташ оглы Дадашев скончался 13 февраля 2007 года в Баку.

## Основные научные достижения
Вся научная деятельность Билала Дадашева в основном сосредоточена на двух глобальных проблемах: топливе специального назначения и гетерогенном катализе.
Во время войны Билал Дадашев работал вместе с Юсифом Мамедалиевым в химической лаборатории БГУ и одновременно под руководством своего научного руководителя В. И. Тихомирова занимался подбором высокоэффективных катализаторов и исследованием важных военно- оборонных работ.
В этот период Билал Дадашев обсуждал результаты многочисленных экспериментов, связанных с разработкой качественного топлива для военной техники с Юсифом Мамедалиевым.
В 1951 году по предложению Юсифа Мамедалиева Б. А. Дадашев был отправлен в Москву для разработки специального топлива. В 1951—1957 годах Билал Дадашев работал совместно с С. П. Королевым над разработкой экологически безопасного ракетного топлива (керосино-кислородного). В те года одной из важных проблем было получение того самого экологически безопасного ракетного топлива.
Гениальный конструктор С. П. Королев и другие конструкторы знали, что в результате аварии ракеты, снабженной токсичным топливом, все живое может быть уничтожено на обширной территории.
Поэтому перед учеными встала проблема получения экологически безопасного ракетного топлива для полета. Полет этих космических кораблей планировался на орбиты вокруг Земли, Луны и Марса.
В 1951—1952 годах американские и советские учёные по отдельности проводили секретные исследования процесса изучения негорючего топлива. Несмотря на конфиденциальность работы, американский конструктор ракетно-космической техники Вернер фон Браун следовал исследованиям, проведенным Н. Д. Зелинским, С..Королевым, И. Х. Мамедалиевым, Б. А. Казанским, С. А. Лавровым.
Основной проблемой было получение экологически безопасного ракетного топлива. Если бы представитель любого государства решил эту проблему, он бы покорил космос.
В конце 1956 года под руководством Б. А. Дадашева и при его непосредственном участии, впервые в мировой истории был разработан новый тип специального топлива «Нафтил-1-Б» и «Децил» для ракетной техники.
Специальные топлива, разработанные Б. А. Дадашевым, обладали уникальными свойствами термической стабильности, охлаждающей способностъю и высокой долговечностью в течение любого срока хранения и были представлены для эксплуатации будущих ракет в соответствии сc cложным комплексом, отвечающим важным требованиям.
Нобелевский лауреат Н. Н. Семенов говорил, что Б. Дадашев, благодаря разработке двух видов ракетного горючего («Нафтил-1-Б» и «Дециль»), внес значимый вклад в науку. Задание, данное И. Б. Сталиным С. П. Королеву, было выполнено.
Б. А. Открытие Дадашевым вида топлива было успешно испытано в межконтинентальной баллистической ракете Р-7 в августе 1957 г. Оно было повторно испытано в ракете Р-7 в сентябре 1957 г. и тест прошел успешно. В 1957 г. американцами предусматривался план «дропшот» ядерный шквал, согласно ССП, где на 100 городов планировалось сбросить 300 атомных бомб. Академик В. П. Мишин отмечал, что начало Третьей мировой войны не за горами такими темпами, но создание межконтинентальной баллистической ракеты Р-7 весьма удивило американцев. В то время ни одна ракета не отвечала требованиям ракеты Р-7.Благодаря ракете Р-7 мы могли создать ядерную бомбу. С помощью этой ракеты можно было бы не только уничтожить противника, но и отправить его на орбиту.
В результате успеха космической программы Советского Союза запуск первого искусственного спутника Земли в октябре 1957 года ознаменовал начало космической эры.
12 апреля 1961 года первый человек полетел в космос на ракете Р-7, в открытии которого непосредственно принимал участие Б. А. Дадашев.
В частности, изобретение Б. А. Дадашевым экологически безопасного ракетного топлива, обеспечивающего 100%-ную устойчивость процесса горения, позволило нам впервые полететь в космос и успешно провести испытания межконтинентальных баллистических ракет. Начавшаяся ядерная война между США и СССР была предотвращена.
Руководитель НПО «Электромаш» академик Б. И. Раторгин говорит, что на жидкостные экологически безопасные (керосино-кислородные) ракеты есть большой спрос, и спрос будет в будущем, потому что мощью ни одна техника не сможет поднять космические корабли выше Землю.
В 1957 году С. П. Королев и Н. Д. Кузнецов предложили Б. А. Дадашеву дом для продолжения работы и проживания в Москве. Юсиф Мамедалиев пообещал построить НИИ его имени и назначить его руководителем этого института. Вплодь до места построения этого института было выбрано. Но, к сожалению, 15 декабря 1961 года Ю. Мамедалиев скончался, а замесыл построения института так и остался жить в памяти Дадашева. Б. А. Дадашев предпочел вернуться на родину и продолжить свою работу там.
Другая важная сфера научной деятельности Б. А. Дадашева — исследование и развитие каталитической конверсии углеводородов.
В результате многолетней целенаправленной работы Б. А. Дадашева были созданы научные основы процесса дегидрирования парафиновых углеводородов на оксидных катализаторах. Проведены теоретические и экспериментальные исследования, успешно примененные при решении такой важной научной задачи отрасли, как интенсификация процессов производства СК-мономеров важным для народного хозяйства методом каталитического дегидрирования, и даны практические рекомендации.
Разработаны новые высокоэффективные алюмохромные катализаторы дегидрирования изобутана и изопентана, превосходящие запатентованные аналоги по основным параметрам. Одной из их основных отличительных особенностей является высокий выход олефиновых углеводородов по целевым продуктам.
Семейство алюмохромных катализаторов под условным названием «6А-24» успешно прошло промышленные испытания в городах Стерлитамак и Сумгаит (завод СК). Их физические и химические свойства, кинетический механизм точно изучены.
Б. А. Дадашев совместно с сотрудниками Стерлитамакского завода СК разработал оригинальный метод, позволяющий интенсифицировать процесс дегидрирования парафиновых углеводородов на катализаторе 6А-24. Сущность этого метода состоит в том, что при дегидрировании используют две смеси катализаторов: активную (6А-24) и менее активную (промышленный алюмохромный катализатор ИМ-2201). Это позволяет снизить себестоимость целевого продукта за счет низкой цены используемой каталитической смеси.
Очень интересное предложение было сделано Б. А. Дадашевым по использованию переработанного γ-оксида алюминия, получаемого на различных нефтехимических производствах. Так, на основе его исследований стало известно, что используемый в производстве чистый γ-оксид алюминия можно заменить переработанным γ-оксидом алюминия при условии ухудшения каталитических свойств алюмохромного контакта. Это решает одновременно две проблемы, устраняя дефицит носителя, которым в основном является γ-AL203, а также проблему использования отработанных отходов оксидного катализатора. Это позволяет решить важные экономические задачи, такие как использование промышленных отходов γ-AL2O3.
Только в Азербайджанской Республике к настоящему времени на химических предприятиях Сумгаитского промышленного комплекса накоплено до 100 тысяч тонн переработанного γ-AL2O3. Использование его для приготовления алюмохромных контактов процесса ароматизации парафиновых углеводородов позволит снизить себестоимость катализатора 6А-24 и улучшить экологическую ситуацию в регионе.
Как известно, ароматические углеводороды, используемые в химической промышленности, в основном получают в процессе каталитического риформинга (каталитической ароматизации) продукта гидрокрекинга и нефтяной фракции. Создание катализаторов нового поколения, высокоэффективных каталитических систем и новых процессов ароматизации различных классов углеводородов является одной из важных задач современной нефтехимии. В связи с резким сокращением запасов нефти сейчас большое значение приобретает поиск новых альтернативных источников ароматических углеводородов, которые ранее для этой цели не использовались. Для этого в качестве углеводородного сырья целесообразно использовать низкооктановый бензин, метан, а также его гомологи и природный газ, которые еще не нашли квалифицированной области применения, при наличии достаточно активных и селективных катализаторов ароматизация.
Б. А. Дадашев предложил новые высокоэффективные каталитические системы на основе катализатора 6А-24 для нового технологического процесса, такого как классическая ароматизация парафиновых углеводородов и циклоформирование низкооктановых бензиновых фракций. В последнем случае, а также для процесса дегидрирования углеводородов весьма эффективным оказалось смешение высокоэффективного алюмохромного катализатора 6А-24 с промышленным цеолитсодержащим катализатором. Гамма-оксид алюминия можно использовать как в транспортированном, так и в обработанном виде. Использование катализатора 6А-24(III) при циклоформинге низкооктановых бензинов существенно улучшает его групповой состав и моторные свойства.
Б. А. Дадашев с сотрудниками впервые разработали моно- и биметаллоксидные катализаторы для одностадийной конверсии метана в бензол (дегидроциклогексамеризации метана) в результате контакта с метано-кислородной смесью, чистым метаном и природным газом. Изучено соответствие этого процесса основному закону и найдены условия, позволяющие получать целевые продукты с высоким выходом и селективностью. Развито новое научное направление, активизирующее дегидроциклогексамеризацию метана и изомеризацию углеводородов, что является основой целенаправленного моделирования центров.
Большое значение Б. А. Дадашев и его сотрудники придавали созданию новых высокоэффективных катализаторов, изучению закономерностей реакции изомеризации парафиновых углеводородов, замене редкой платины легкодоступными элементами, замене синтетических цеолитовых носителей с природными цеолитами нового происхождения. В результате большого цикла исследований разработаны новые бифункциональные катализаторы изомеризации низкопарафиновых углеводородов и изомеризации мета-ксилола в пара-ксилол. Основу этих катализаторов составляют природные цеолиты местного происхождения — мордениты и клиноптилолиты.
Вся научная деятельность Б. А. Дадашева как ученог замыкалась с его педагогической деятельностью в высших учебных заведениях республики и подготовкой высококвалифицированных научных кадров. Б. А. Дадашев, читая лекции студентам первого курса физико-химии, будил в них интерес к этой отрасли и вовлекал их в научные исследования в своей лаборатории. Большинство из них также продолжали писать свои научные работы под руководством Б. А. Дадашева, и им были присвоены звания кандидатов наук и докторов наук. Вместе со своими сотрудниками Билал Дадашев является автором более 230 научных статей и 19 авторских свидетельств. Дадашев также является руководителем 21 кандидата наук и 5 докторов наук. Он является автором учебника физической химии, написанного на азербайджанском языке в Азербайджанской республике. Ряд его научных статей опубликованы в зарубежных странах. Б. А. Дадашев неоднократно выступал с научными докладами и давал научные консультации во многих странах: в ГДР (1974 г.), в Социалистической Республике Румыния (1978 г.), в Народной Республике Болгарии (1979 г.) и в Социалистической Чехословакии. (1980 г.). Он также был организатором и участником многих совещаний, всесоюзных и международных конференций.